# Trimeresurus mcgregori
Espèce
Synonymes
- Trimeresurus flavomaculatus mcgregori Taylor, 1919
- Parias mcgregori (Taylor, 1919)

Statut de conservation UICN

 DD  : Données insuffisantes
Trimeresurus mcgregori est une espèce de serpents de la famille des Viperidae. 

## Répartition
Cette espèce est endémique de la province Bataan aux Philippines.

## Description
C'est un serpent venimeux.

## Étymologie
Cette espèce est nommée en l'honneur de Richard Crittenden McGregor.

## Publication originale
- Taylor, 1919 : New or rare Philippine reptiles. Philippine Journal of Science, vol. 14, p. 105-125 (texte intégral).